# Adam Asnyk
Adam Asnyk, né le 11 septembre 1838 à Kalisz et mort le 2 août 1897 à Cracovie, est un poète et dramaturge polonais. 
Il est fils de Kazimierz Asnyk, officier participant à l'insurrection polonaise de 1830 et condamné pour cela à l'exil en Sibérie après qu'il a été fait prisonnier à la bataille d'Olszynka Grochowska. Malgré son titre noble, le père du futur poète, de retour de captivité et d'exil, se livre au commerce, ce qui assure à la famille un statut matériel élevé. Le jeune Asnyk reçoit une éducation à la maison typique de la jeunesse de cette époque, dans l'esprit du patriotisme romantique et de l'attachement à la tradition chevaleresque de l'ancienne noblesse polonaise.
Auteur de pièces de théâtre et de recueils lyriques (Au-dessus des abîmes, 1883-1894), il a participé à l'Insurrection polonaise de 1863  contre l'occupation du pays par les troupes russes.